# Aleja Armii Krajowej w Rzeszowie
Aleja Armii Krajowej w Rzeszowie − jedna z głównych ulic miasta Rzeszowa, będąca jednocześnie częścią tzw. obwodnicy południowej miasta Rzeszowa.
Aleja ta stanowi swoistą granicę pomiędzy wschodnią częścią dzielnicy Nowe Miasto, a dzielnicą Słocina.